# 양자리 델타
양자리 델타(Delta Arietis)는 양자리에 있는 별로, 지구로부터 168광년 떨어져 있다. 예전부터 부르던 이름으로 보테인(Botein)이 있는데 이는 아랍어로 baţn '양의 복부'를 뜻한다.
양자리 델타는 오렌지색 거성으로 겉보기 등급은 +4.35이다. 델타의 반지름은 태양의 13배 정도이다.